# Gabion

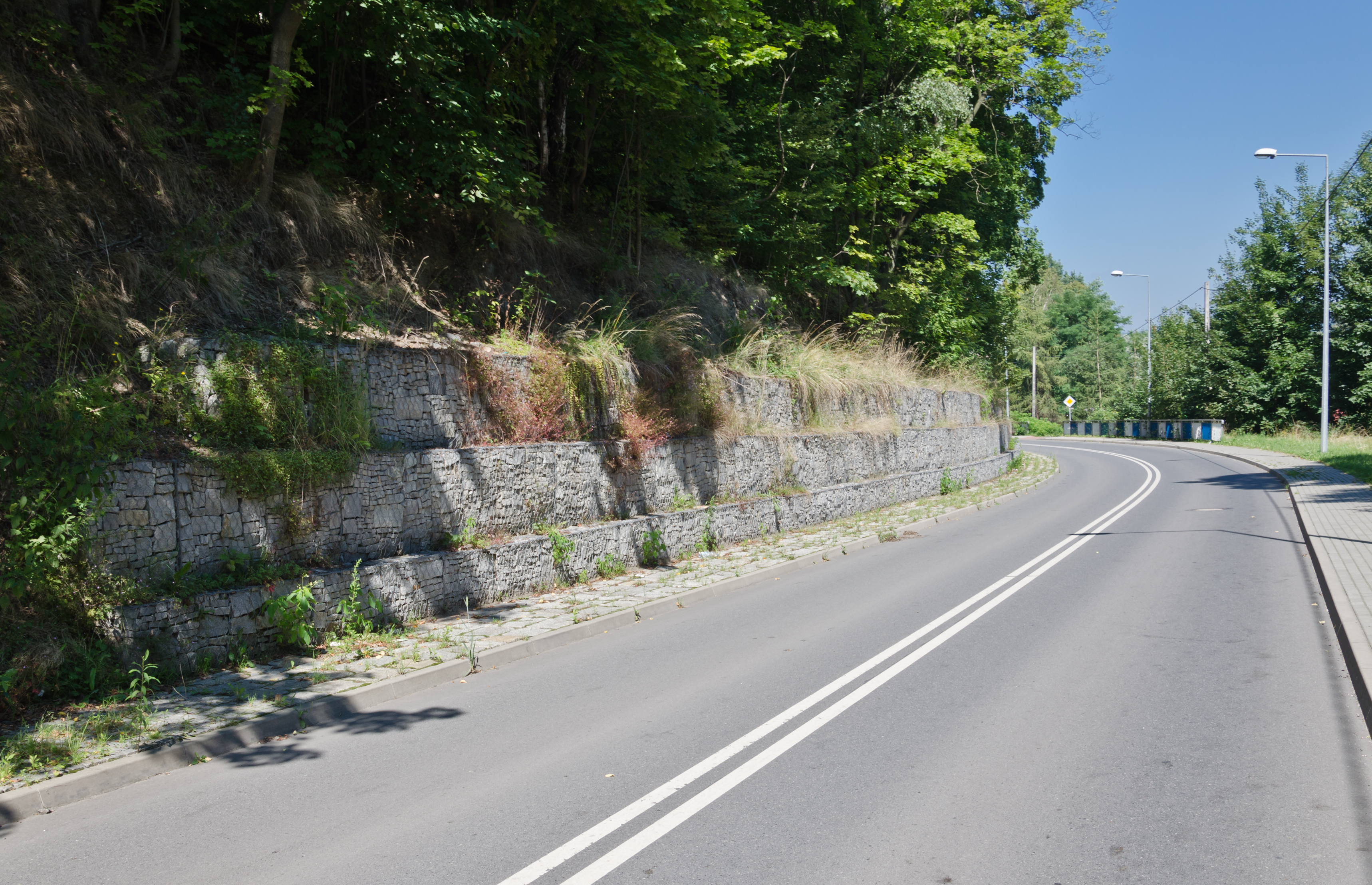
Mur oporowy z gabionów

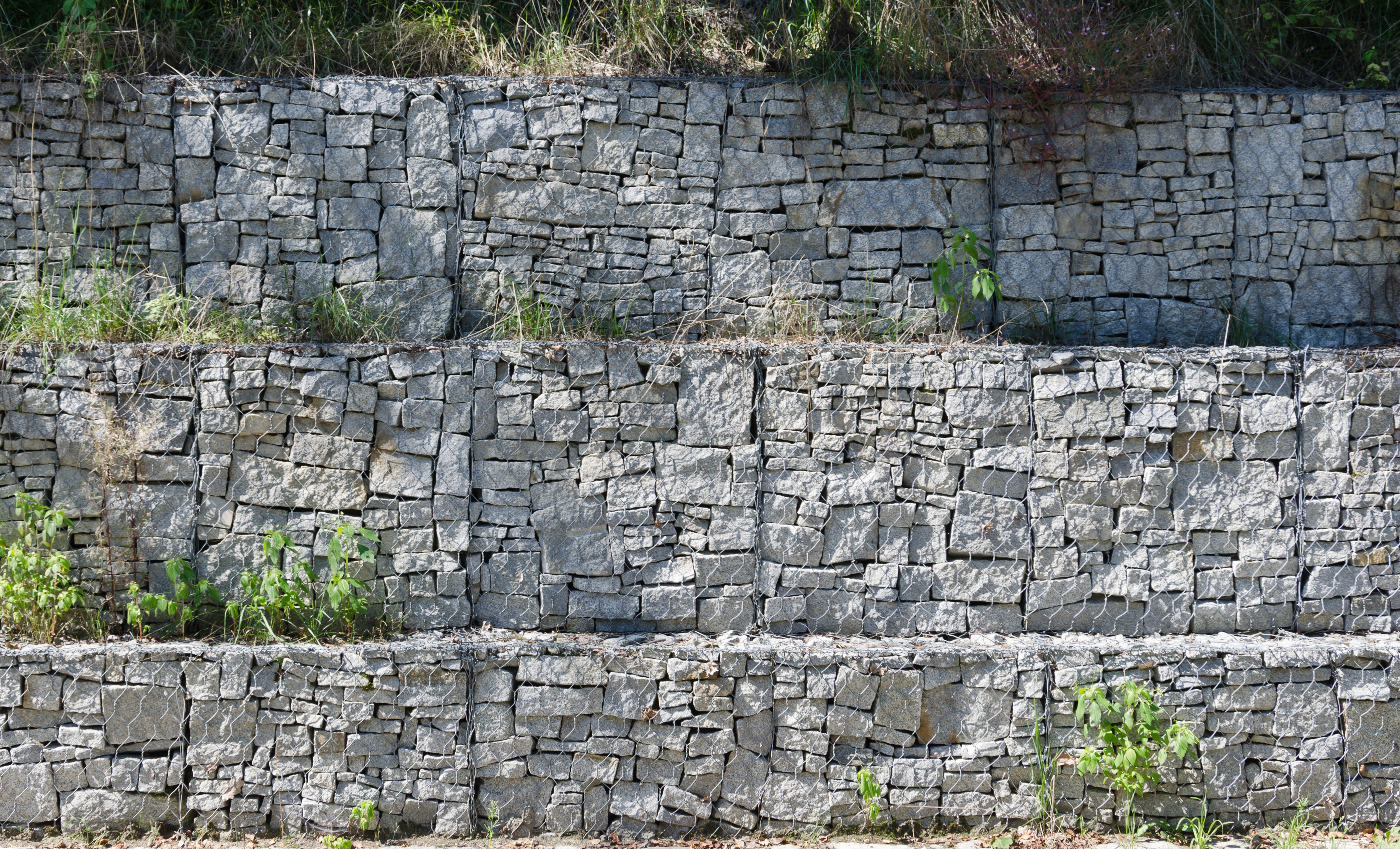
Gabiony w zbliżeniu

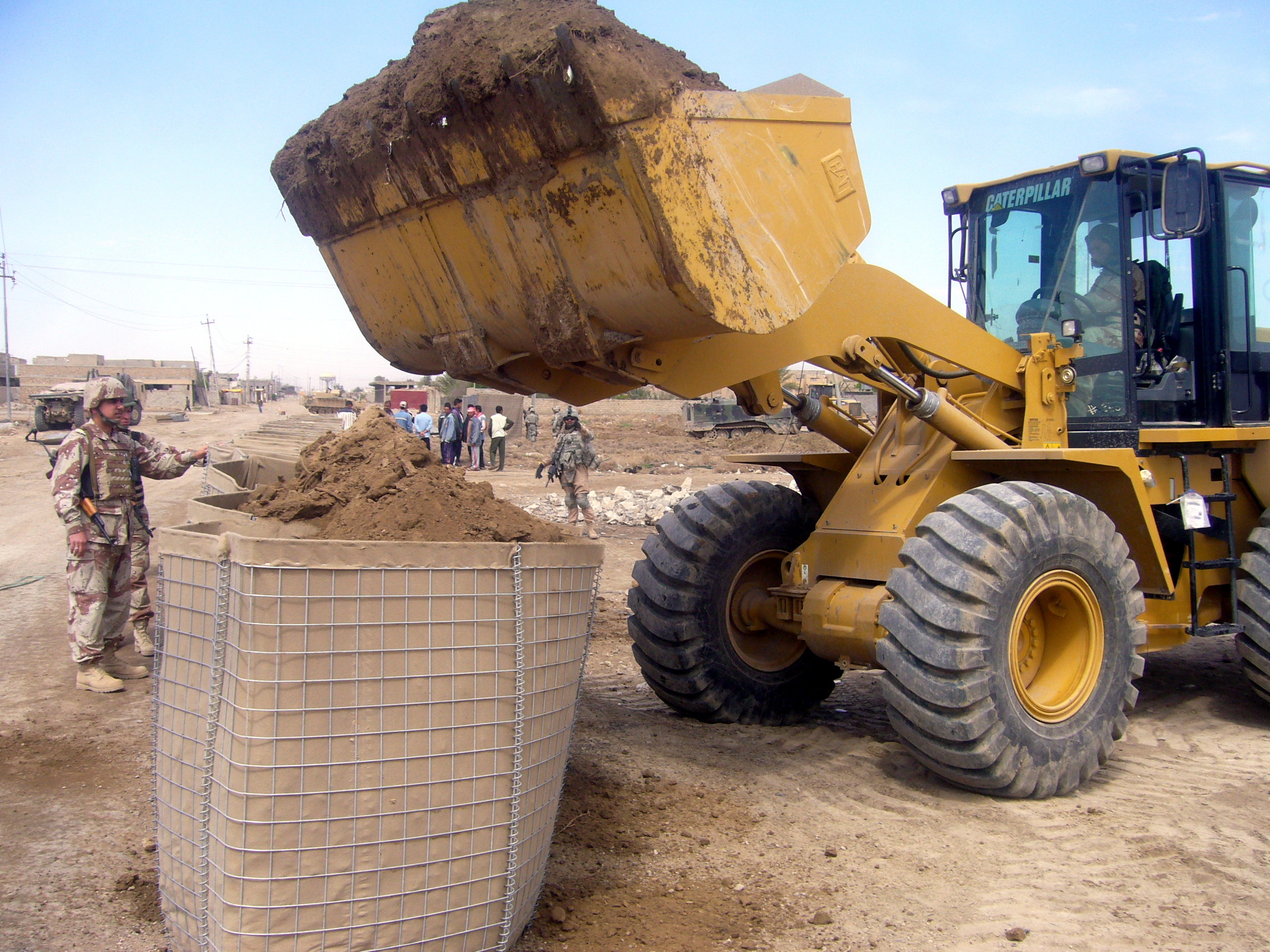
Napełnianie współczesnych wojskowych gabionów przy pomocy ładowarki w Iraku

Gabion (wł. gabbione – duża klatka, inaczej kosz szańcowy) – prostopadłościenny element budowlany wzmacniający skarpę, nasyp ziemny bądź brzeg rzeki. Używany jest też jako ozdobny element architektoniczny w budownictwie drogowym i wodnym.
Ma zwykle formę prostopadłościennego kosza wykonanego z prętów i siatki stalowej (dawniej okrągłego, z wikliny), wypełnionego kamieniami lub żwirem. Objętość zależna od zastosowań od 0,25 do 4 m³.
Kosze gabionowe, do produkcji których w miejsce stalowych drutów, używa się poziomego ceownika stosuje się do produkcji ogrodzeń gabionowych. Takie rozwiązanie sprawia, że kosze są sztywniejsze, a przez to znajdują więcej zastosowań. Można wykonać z nich pełny mur, który ogranicza widoczność i tłumi dźwięki spoza ogrodzonego terenu. Kosze gabionowe wymagają zastosowania słupów stabilizujących. 
Współczesna wersja gabionu tzw. „HESCO barrier” jest wykorzystywana przez wojsko, m.in. w Iraku czy Afganistanie do budowy czasowych umocnień i wewnętrznych osłon w bazach wojskowych przeciwko ostrzałowi przeciwnika. Gabion zastępuje worki z piaskiem uciążliwe w napełnieniu, a przede wszystkim mniej odporne na ostrzał.